# 斑頭紅點鮭
斑頭紅點鮭，為輻鰭魚綱鮭形目鮭科的其中一種，為溫帶淡水魚，分布於亞洲日本淡水流域，棲息在冰冷溪流底中層水域，屬肉食性，生活習性不明。